# Stuart Townsend
Pour les articles homonymes, voir Townsend.
Stuart Townsend, né le 15 décembre 1972 à Howth (Irlande), est un acteur et réalisateur irlandais.

## Biographie
Diplômé de la Gaity School of Acting de Dublin, Stuart Townsend opte d'abord pour une carrière de boxeur avant de débuter en 1996 au cinéma dans le film Trojan Eddie de Gillies MacKinnon.
Il tourne ensuite sous la direction de Stefan Schwartz en 1997 dans Shooting Fish dans lequel il joue le rôle d'un ingénieux arnaqueur associé à son complice Dan Futterman et amoureux de Kate Beckinsale.
En 1998, il change de répertoire en interprétant un chef de gang de tueurs irlandais dans Resurrection Man de Marc Evans. Il joue également dans Wonderland de Michael Winterbottom et Simon le magicien de Ben Hopkins en 1999. La même année, il tourne avec Daniel Auteuil dans Mauvaise Passe de Michel Blanc où il interprète un escort boy.
Il devait initialement interpréter le rôle d'Aragorn dans la trilogie du Seigneur des anneaux mais il fut remplacé au dernier moment par Viggo Mortensen car le réalisateur Peter Jackson le jugeait trop jeune.

## Vie privée
De 2002 à 2010, l'acteur était le compagnon de l'actrice Charlize Theron.

## Filmographie

### Acteur

#### Au cinéma
- 1993 : Godsuit de Fionn Seavers (court-métrage) : John Slattery
- 1995 : Summertime d'Eve Morrison (court-métrage) : Andrew
- 1996 : Trojan Eddie de Gillies MacKinnon : Dermot
- 1997 : Shooting Fish de Stefan Schwartz : Jez
- 1997 : Under the Skin de Carine Adler : Tom
- 1998 : Resurrection Man de Marc Evans : Victor Kelly
- 1999 : Simon le nagicien (Simon Magus) de Ben Hopkins : Dovid Bendel
- 1999 : Wonderland de Michael Winterbottom :Tim
- 1999 : The Venice Project de Robert Dornhelm : Lark / Gippo l'idiot
- 1999 : Mauvaise Passe de Michel Blanc : Tom
- 2000 : À propos d'Adam (About Adam) de Gerard Stembridge : Adam
- 2002 : La Reine des damnés (Queen of the Damned) de Michael Rymer : Lestat de Lioncourt
- 2002 : Mauvais Piège (Trapped) de Luis Mandoki : William Jennings
- 2003 : Les Maîtres du jeu (Shade) de Damian Nieman : Vernon
- 2003 : La Ligue des gentlemen extraordinaires (The League of Extraordinary Gentlemen) de Stephen Norrington : Dorian Gray
- 2004 : Nous étions libres (Head in the Clouds) de John Duigan : Guy Malyon
- 2005 : Le Témoin du marié de Stefan Schwartz : Olly Pickering
- 2005 : Æon Flux de Karyn Kusama : Monican (non crédité au générique)
- 2008 : La Théorie du Chaos de Marcos Siega : Buddy Endrow
- 2013 : A Stranger in Paradise (en) de Corrado Boccia : Paul
- 2021 : Apache Junction de Justin Lee : Jericho Ford
- 2021 : Grace and Grit de Sebastian Siegel : Ken Wilber
- 2025 : Into the Deep de Christian Sesma : Benz

#### À la télévision
- 2005 : Will & Grace de David Kohan et Max Mutchnick, saison 7, épisode 18 Sexe et pâtisserie (The Fabulous Baker Boy) de James Burrows : Edward, chef pâtissier
- 2005-2011 : Robot Chicken de Seth Green et Matthew Senreich, cinq épisodes : Voix diverses
- 2005-2006 : Night Stalker : Le Guetteur de Frank Spotnitz, saison 1, dix épisodes : Carl Kolchak
- 2009 : Maggie Hill, téléfilm de Stephen Hopkins : Terrence James
- 2011-2012 : XIII : La Série : XIII
- 2013-2014 : Betrayal de David Zabel, Frank Ketelaar, Robert Kievit : Jack McAllister
- 2015 : Elementary de Robert Doherty, saison 3 : Del Gruner
- 2015 : Salem de Adam Simon et Brannon Braga, saison 2 : Dr Samuel Wainwright
- 2018 : New York, unité spéciale : Sous son emprise (saison 18, épisode 18) : Declan Trask
- 2021 : Noël au château enchanté : Le comte Aiden Hart

### Réalisateur
- 2008 : Bataille à Seattle (Battle in Seattle)

## Distinctions
- Meilleur acteur en 1998 pour Resurrection Man au Fantafestival.
- Nommé pour le prix du public en 2003 au Irish Film and Television Awards.
- Nommé pour le meilleur script en 2008 pour Bataille à Seattle au Irish Film and Television Awards.

## Voix françaises
| - Damien Boisseau, dans : - Shooting Fish - Adam, Serial Lover - La Reine des damnés - Mauvais Piège - Nous étions libres - Will et Grace (série télévisée) - Le Témoin du marié - Salem (série télévisée) | - Boris Rehlinger dans : (les séries télévisées) - XIII : La Série - Elementary et aussi - Arnaud Bedouët dans Mauvaise Passe - Mathieu Moreau dans Night Stalker : Le Guetteur (série télévisée) - Jean-Pierre Michaël dans Les Maîtres du jeu - Éric Herson-Macarel dans La Ligue des gentlemen extraordinaires |